# Tugendbrunnen (Norymberga)
Tugendbrunnen (tłum. fontanna cnót) – rzeźba zrealizowana przez Benedikta Wurzelbauera pod koniec XVI wieku. Znajduje się na Lorenzer Platz (dawnym cmentarzu przykościelnym kościoła św. Wawrzyńca) w Norymberdze, w Niemczech.

## Źródła
- nuernberginfos.de